# Klassisch-orientalischer Tanz

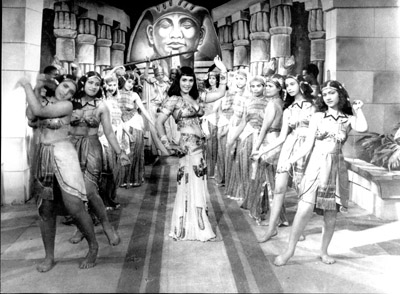
Raqs Scharqi

Klassisch orientalischer Tanz wird in der arabischen Welt Raqs Scharqi / رقص شرقي / raqṣ šarqī genannt. Aufgrund der wörtlichen Übersetzung „Tanz des Ostens“, ist die deutsche Bezeichnung „Orientalischer Tanz“ korrekt. Der klassisch orientalische Tanz stammt aus Ägypten. Vor allem in Ägypten wird auf die reine, bis heute erhaltene ägyptische Tanzform Bezug genommen. Raqs Scharqi wird aber auch im Libanon sowie vielen anderen Ländern der arabischen Welt gezeigt und unterrichtet.
Für den Raqs Scharqi werden instrumentale Stücke, bevorzugt (vor allem in Ägypten) vorgetragen von Live-Orchestern, hier oft auch mit Gesang. Mit der Modernisierung Ägyptens verändert sich auch die Scharqi-Musik. Westliche Einflüsse, die Einführung neuer Instrumente und die Erweiterung des traditionellen Orchesters führen zu einer „neuen“ Musik und zu einer raumgreifenderen und bühnenwirksameren Art zu tanzen. Berühmten Komponisten und Künstlern wie Farid el Atrache und Mohammed Abdel Wahab gelang es, die Musik zu modernisieren, ohne ihr den typisch ägyptischen Charakter zu nehmen.
Das typische Bauchtanzkostüm ist für den klassischen Raqs Scharqi obligatorisch. Es wird ein klassischer Zweiteiler oder ein Kleid benutzt. Die Tänzerin trägt einen bestickten BH, einen Gürtel und dazu einen Rock. Für das Entreé wird ein Schleier benutzt, der nach einer kurzen Weile auf der Bühne abgelegt wird. Im Libanon trägt die Tänzerin, im Gegensatz zu Ägypten, hohe Schuhe zum Tanz.
Während der Baladi ursprünglich die Kunst des einfachen Volkes war, geht Raqs Scharqi auf die Musik und den Tanz zurück, der an den adligen Höfen und in den reichen Häusern Ägyptens gepflegt wurde. Im früheren Zeiten war es Aufgabe der Awalim, professionelle höfische Unterhalterinnen und Lehrerinnen in Musik, Tanz, Dichtung und Gesang, die an adligen Höfen mit einem kleinen Musikensemble auftraten und eine verfeinerte Kunstform darboten, den Adel mit ihren Darbietungen zu unterhalten. Diese Tradition wurde später in den Häusern der gesellschaftlichen Elite fortgesetzt. Der Raqs Scharqi heute enthält auch deutliche Elemente des Balletts. Die Tänzerin ist in ihrer Darbietung, vor allem in Ägypten, nicht nur allein Tänzerin. Sie übernimmt oft auch Gesangseinlagen oder moderiert einen Teil des Programms selbst, spricht mit dem Publikum und erwirkt so Rückmeldungen, die sie in ihre Darbietung mit einarbeitet. In dieser Art wird aus der reinen Tanzdarbietung eine Art kombiniertes Entertainment. Vor allem in Ägypten sind Frauen über 40 sehr populäre Bauchtänzerinnen, etwa Suhair Zaki, Fifi Abdou, Lucy und Dina.